# Green Hell
Green Hell — симулятор выживания, разработанный студией Creepy Jar и выпущенный в 2019 году для Windows, Nintendo Switch, PlayStation 4 и Xbox One. Действие игры происходит в тропических лесах Амазонки.

## Игровой процесс
Green Hell — симулятор выживания с открытым миром от первого лица, поддерживающий одиночную и кооперативную многопользовательскую игру. Игрок должен обеспечить своё выживание, собирая сырьё и еду, создавать укрытия и оружие из собранных материалов и соблюдать сбалансированную диету с помощью умных часов. Умные часы дают представление о питательных веществах, которых не хватает персонажу, оповещая игрока о состоянии его здоровья